# Espirà de l'Aglí
Espirà de l'Aglí ([əspi'ɾaðələ'ggli], en francès Espira-de-l'Agly) és un poble, cap de la comuna del mateix nom, de 3.348 habitants, de la comarca del Rosselló, a la Catalunya del Nord.

## Toponímia
Joan Coromines explica que Espirà és un dels topònims catalans que procedeixen de la colonització romana, ja que indica el nom del colon romà que ocupà el lloc. Procedeix del nom propi llatí Asperius, a través de l'adjectiu derivat seu, Asperianu. La segona part del nom del poble és degut a la seva situació ran de l'Aglí, en bona part per tal de diferenciar-lo d'Espirà de Conflent.

## Geografia

Situació de la comuna d'Espirà de l'Aglí en el Rosselló

| Vingrau Talteüll |  | Salses       |
| Cases de Pena    |  | Ribesaltes   |
| Baixàs           |  | Paretstortes |

### Localització
Espirà de l'Aglí és una comuna de 267.700 hectàrees d'extensió situada a llevant de la comarca de les Corberes, a la vall de l'Aglí, en contacte amb la Plana del Rosselló, la Salanca i el Riberal de la Tet.
El terme és bastant pla, llevat dels sectors sud i nord-oest i nord. En aquestes dues zones es troben la cua oriental de la Serra de Talteüll i la Serra d'Espirà, amb el Mont d'Espirà com a cim culminant. La meitat nord del terme, just a migdia d'aquestes serres, és un altiplà calcari del secundari, on hi ha pedreres d'extracció de pedra per a fer-ne pols de marbre i una extens terreny de maniobres militars. Per dessota, la plana, que ocupa la meitat meridional del terme comunal. Entre aquestes dues darreres zones hi ha una zona de margues, erosionada per l'aigua, i que conté la major part de vinya del terme; es tracta d'una sèrie de terrasses pliocèniques. A la zona central-meridional, les terrasses que allotgen el poble i la llera de l'Aglí; pel fet de ser una zona de regadiu, gràcies al Rec de Ribesaltes, és on es troben les terres dedicades a arbres fruiters i a horta. Al sud del terme torna a haver-hi elevacions, molt menors respecte de les del nord, de la Serra de Pena.
Tot el termenal nord-oest està definit per les serres esmentades, que assoleixen en el Mont d'Espirà, de 458 m alt, el punt més elevat de tot el terme. Situat al centre del sector nord-oest de la comuna, el termenal davalla cap al nord-est per la Serra d'Espirà dels 458 metres esmentats cap als 233,7 en el lloc on trevessa la carretera D12, i als 220,4 en el punt on es troben les comunes d'Espirà de l'Aglí, Vingrau i Salses. Pel costat oposat, des del Mont d'Espirà el termenal baixa cap al sud-oest fins als 336,4 m alt, on hi ha la Pedra Dreta, i on es troben els termes comunals d'Espirà de l'Aglí, Vingrau, Talteüll i Cases de Pena. El termenal occidental des d'aquest darrer punt baixa en línia recta travessant tres vegades el Còrrec de la Coma de l'Infern, i seguint-lo un bon tram més endavant. Quan arriba al nord del Mas Mirs, el límit de la comuna se'n va cap a l'oest seguint el Camí de Talteüll, fins que aquest camí arriba al Còrrec de la Dona Morta, que marca el termenal fins que aquest còrrec s'aboca en l'Aglí. Aquest riu només fa un breu tram de límit de la comuna, però sí que migparteix el terme en dues parts, desiguals quant a superfície. Des del punt de trobada de les comunes d'Espirà de l'Aglí, Vingrau i Salses, el límit oriental del terme d'Espirà de l'Aglí davalla cap al sud-est sense seguir cap accident geogràfic natural, en un tram format per línies rectes i angles que separen les possessions agràries, fins al triterme entre d'Espirà de l'Aglí, Salses i Ribesaltes, a 45,9 m alt just al costat de ponent del Camp de Ribesaltes. Des d'aquest lloc, el termenal gira cap al sud-oest seguint camins rurals, fins que arriba a tocar l'Aglí a llevant del poble d'Espirà de l'Aglí, a 26,1 m alt, i segueix el riu aigua avall fins als 19 m alt, que és el punt més baix de tot el terme.

### Hidrografia
Com que es tracta d'un terme en part pla i en part muntanyós, té dues menes de cursos d'aigua. A la plana de banda i banda de l'Aglí, hi ha uns quants canals de rec: l'Agulla del Clot del Canter, la de l'Agramassar, la de la Sangnua, la del Camí d'Estagell, la del Camp d'en Roca, la de l'Enclòs, amb unes derivacions anomenada Aqueducs de l'Enclòs, o de l'Agulla de l'Enclòs i el Rec de Ribesaltes. També n'hi ha de drenatge: l'Escorridor de l'Agulla del Camí d'Estagell, l'Escorridor de l'Agulla del Camp d'en Roca, i l'Escorridor de l'Agulla de l'Enclòs. També hi havia hagut el Bassí.
De la zona més accidentada del terme davallen cap a l'Aglí (però no hi arriben) diversos torrents i còrrecs. A la dreta del riu, i de ponent a llevant, es troben el Còrrec de l'Anqueta, el del Mas Talairac, el de la Pujada d'en Baixàs i els dos d'en Nogueres; tots ells acaben en el Rec de Ribesaltes. A l'esquerra, el Còrrec de la Dona Morta, el dels Mirs, o del Mas d'en Llobet (que porta l'afluència dels còrrecs de la Coma de l'Infern, de la Pedra Dreta, de la Coma d'en Costa, o del Camí Vell de Vingrau, i de l'Infern), el de les Balmetes Altes, el de les Balmetes Baixes, el dels Tamarius, el de l'Estany Gomat, el de les Caves (amb el de les Terres Negres), el de la Coma d'en Batlle (amb els còrrecs de la Coma d'en Marens, de la Coma d'en Quarter, dels Conills o Esconills i de Centella), el Còrrec de l'Ase (amb els del Puig Negre, del Negral, del Mont d'Espirà i el d'en Roger) i el d'en Tanyot. A l'extrem de llevant del terme discorre el Ròbol, que travessa cap a Ribesaltes. Aquest torrent recull les aportacions dels còrrecs d'en Gafard, de la Rapinya i de la Jolieta. A l'extrem nord i nord-est del terme hi ha alguns còrrecs que davallen cap al terme de Salses: de la Coma Pregona, de la Coma del Jolader, de la Coma del Foger i de la Coma de la Jonça.
De fonts, cal destacar la Font d'en Rapinya; d'altra banda, hi ha algunes cisternes i dipòsits assenyalats: el Castell d'aigua d'Espirà, la Cisterna del Fumaràs i la Cisterna de la Provençala, i de pous, el Pou del Camí de la Coma d'en Marens i el Pou del Mas Motó. D'altra banda, al terme hi havia alguns passos a gual dels seus cursos d'aigua: el Pas de la Gravera, el del Còrrec de l'Ase, el del Ròbol, el de Negassens i el de Salses.

### Orografia
Uns quants topònims del terme d'Espirà de l'Aglí indiquen formes de relleu. Així, hi ha boscs: Bosc Comunal d'Espirà de l'Aglí; comes: Coma de la Jonça, Coma del Foger, Coma del Jolader, Coma d'en Batlle, Coma d'en Costa, Coma d'en Marens, Coma d'en Roger i Coma Pregona, o Coma Pregó; muntanyes: Mont d'Espirà; plans: Planals de l'Home Mort, les Planes, les Planes Altes; serres i serrats: la Serra d'Espirà, el Serradet, el Serrat Cabot (nom antic, en desús), Serrat de la Devesa, Serrat de la Jolieta i Serrat dels Escocells.

## Història

### Prehistòria
Dins del terme d'Espirà de l'Aglí s'ha trobat un bon conjunt de jaciments arqueològics, la major part a ponent del poble. A la dreta de l'Aglí, al nord-est dels Vinyers Baixos, prop de l'estació de bombeig, es va trobar un hàbitat del Mesolític. Tanmateix, a prop de l'extrem nord-est del terme, en terres del Mas Montpins, a la Coma Grillera, van aparèixer les restes d'una explotació antiga, amb terrasses preparades per a l'agricultura (avui dia abandonades i cobertes de vegetació), amb restes d'antics forns de calç.

### Edat Antiga
De vestigis romans, se n'ha trobat una quantitat important. D'una banda, al Còrrec dels Mirs, a l'extrem nord-oest del terme, al límit amb el terme de Cases de Pena, hi ha un ric jaciment de fragments d'àmfores, tal vegada relacionat amb el proper, més al sud, Mas Mirs, on hi ha un hàbitat romà dels segles I i II de la nostra era, i en terres del Mas Meric (el mas és en el terme de Cases de Pena), tombes amb aixovars de vasos de ceràmica de vernís roig. Més a llevant al Còrrec d'en Tanyot, just al nord del poble, però a l'esquerra de l'Aglí, també es van trobar nombroses restes romanes.

### Edat mitjana
Com les poblacions rosselloneses de Sant Andreu de Sureda, Sant Genís de Fontanes i Sant Esteve del Monestir, Espirà de l'Aglí es forma a partir del segle xi a partir del monestir de Santa Maria d'Espirà de l'Aglí, esmentat ja el 1075 (Sta. Maria Aspirani). Els senyors de Paretstortes tenien alous en aquest lloc, que el 1086 foren donats a Sant Miquel de Cuixà per Berenguer Isarn de Parestortes, la seva muller i els seus fills. Tanmateix, el 1098 la vídua i els fills de Berenguer Isarn, Berenguer i Bernat, feren una segona cessió del poble i terme, ara a Santa Maria d'Arles. Això motiva una disputa entre els dos monestirs, que fou dilucidada per Udalgar de Castellnou, bisbe d'Elna, a favor de Cuixà.
Ara bé, el 1130 el mateix bisbe consagrava Santa Maria d'Espirà de l'Aglí i el 1136 hi creava un priorat de canonges augustinians, després d'unes negociacions i transaccions amb el monestir de Cuixà. El monestir d'Espirà començà una època d'esplendor, en la qual es feu amb el senyoriu d'Espirà de l'Aglí, el Castell de Pena, Cases de Pena, Vilanova de la Ribera i Paretstortes. Malgrat aquesta puixança, el fet de ser un priorat de zona fronterera causà en el priorat nombroses malvestats, que feren que el 1361 els canonges decidiren anar-se'n cap a Perpinyà, on s'uniren amb els monjos de Santa Maria de la Real per crear la primera abadia de canonges augustinians. El prior d'Espirà, Jaume Borró, esdevingué el primer abat de la Real. El successor de Jaume Borró, Antoni Girgós, administrador dels béns del priorat d'Espirà, atorgà carta de població a pagesos dels pobles veïns i del Conflent en les terres del priorat, de tal manera que s'originà la població d'Espirà. Aquesta nova població gaudí de nombrosos privilegis, que perduraren fins a la Revolució Francesa.
Possiblement relacionat amb el priorat de Santa Maria a la riba esquerra de l'Aglí i a ponent del poble, just al sud del Mas Mirs, hi ha les restes d'un pilar d'un pont obrat de la mateixa manera que l'església de Santa Maria d'Espirà de l'Aglí.

### Edat Moderna
Amb la secularització de l'abadia de la Real, l'any 1592, Espirà de l'Aglí passà a ser administrat per un prior nomenat expressament per a aquesta església, fins que va passar a dependre del bisbe d'Elna el 1691.

### Edat Contemporània
A mitjan segle xix un particular adquirí els edificis monàstics de l'antiga col·legiata i hi fundà el 1852 un monestir de monges cistercenques. S'hi construí una església nova, ja que la de l'antic monestir havia esdevingut parròquia del poble, fins que el 1901 la comunitat es dispersà i anà a raure a la Dordonya. Els germans maristes es feren càrrec de l'edifici abandonat, i hi crearen una escola apostòlica.

## Demografia

### Demografia antiga
La població està expressada en nombre de focs (f) o d'habitants (h)
| 10 f | 18 f | 7 f | 22 f | 66 f | 89 f | 78 f | 90 f | 317 h | 78 f | 97 f | 507 h |

### Demografia contemporània
| Evolució de la població |      |      |      |      |      |      |      |       |
| 1793                    | 1800 | 1806 | 1821 | 1831 | 1836 | 1841 | 1846 | 1851  |
| 432                     | 604  | 646  | 819  | 925  | 975  | 904  | 971  | 1.010 |

| 1856  | 1861  | 1866  | 1872  | 1876  | 1881  | 1886  | 1891  | 1896  |
| ----- | ----- | ----- | ----- | ----- | ----- | ----- | ----- | ----- |
| 1.101 | 1.233 | 1.485 | 1.510 | 1.535 | 1.623 | 1.491 | 1.692 | 1.694 |

| 1901  | 1906  | 1911  | 1921  | 1926  | 1931  | 1936  | 1946  | 1954  |
| ----- | ----- | ----- | ----- | ----- | ----- | ----- | ----- | ----- |
| 1.698 | 1.547 | 1.583 | 1.427 | 1.421 | 1.395 | 1.313 | 1.340 | 1.543 |

| 1962  | 1968  | 1975  | 1982  | 1990  | 1999  | 2005  | 2008  | 2010  |
| ----- | ----- | ----- | ----- | ----- | ----- | ----- | ----- | ----- |
| 1 481 | 1 685 | 1 599 | 1 723 | 2 196 | 2 463 | 2 850 | 3 012 | 3 118 |

| 2013  |
| ----- |
| 3.348 |

Fonts: Ldh/EHESS/Cassini fins al 1999, després INSEE a partir deL 2004

### Evolució de la població

Població 1962-2008

## Economia
L'agricultura continua essent la base econòmica d'Espirà de l'Aglí. La immensa majoria de terres de conreu -més d'un miler d'hectàrees- són dedicades a la vinya, majoritàriament dedicada a les denominacions d'origen Costers del Rosselló, Ribesaltes i Moscat de Ribesaltes. També hi ha una petita part dedicada a arbres fruiters (albercoquers), i una altra, encara més petita, per a hortalisses (espàrrecs, enciams, escaroles i tomàquets).
Són importants les extraccions de pedra calcària al sud del terme, prop de Baixàs, així com la de grava i sorra de la llera de l'Aglí.

## Organització territorial

### Adscripció cantonal

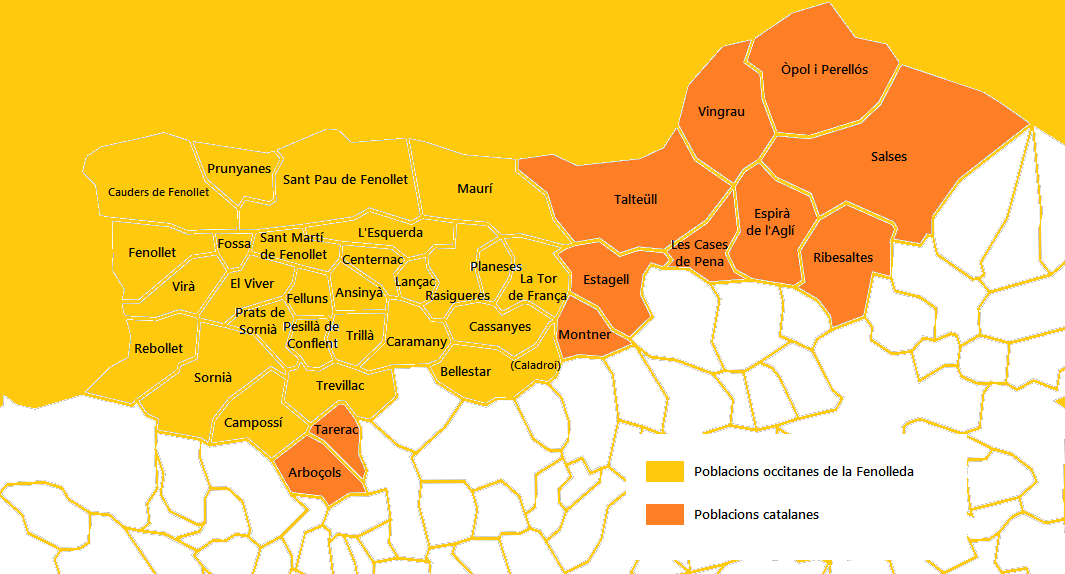
Mapa del Cantó de la Vall de l'Aglí

A les eleccions cantonals del 2015 el poble d'Espirà de l'Aglí ha estat inclòs en el cantó número 15, denominat de la Vall de l'Aglí, amb capitalitat a la vila de Ribesaltes, juntament amb les viles catalanes d'Estagell i Salses i les occitanes de Sant Pau de Fenollet, Sornià i la Tor de França, a més dels pobles catalans d'Arboçols i Tarerac, de la comarca del Conflent, i Cases de Pena, Espirà de l'Aglí, Montner, Òpol i Perellós, Talteüll i Vingrau, de la del Rosselló i occitans d'Ansinyà, Bellestar, Campossí, Caramany, Cassanyes, Caudiers de Fenollet, Centernac, l'Esquerda, Felluns, Fenollet, Fossa, Lançac, Maurí, Pesillà de Conflent, Planeses, Prats de Sornià, Prunyanes, Rasigueres, Rebollet, Sant Martí de Fenollet, Trevillac, Trillà, Virà i el Viver. Els seus consellers departamentals són Lola Beuze (PCF - Front d'Esquerres), exconsellera municipal de Pià, i Charles Chivilo (PRG), batlle de Maurí, de la Unió de l'Esquerra.

### Terme comunal

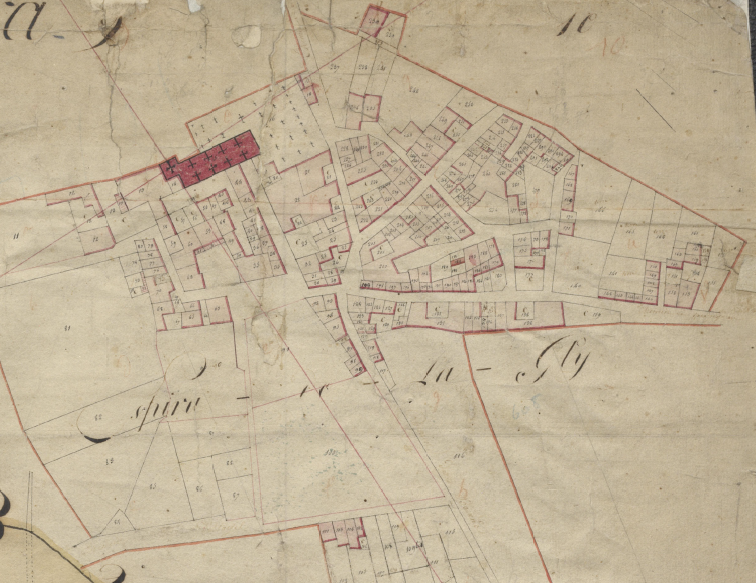
Espirà de l'Aglí en el Cadastre napoleònic del 1812 (Arxius Departamentals dels Pirineus Orientals)

En el cadastre napoleònic del 1812, Espirà de l'Aglí apareix dividit en quatre seccions: la dels Puigs Negres, al nord-oest del terme comunal, la de les Planes, al nord-est, la de les Caves, al nord-oest, però més al sud que els Puigs Negres, i la del Poble, al sud del terme. La secció dels Puigs Negres conté les partides de la Pedra Dreta, el Mont d'Espirà, lo Jaçal del Boix, los Escocells, amb el Mas Cabaner, el Mas d'en Magí, amb el mas d'aquest nom, la Coma d'en Roger, Coma Pregon, Pere Lleuger, la Coma del Jolader, la Coma de la Jonça, Mas Gafard, amb el mas homònim, Monplaisir, amb el Mas Besombes, la Jolieta Alta, amb un altre Mas Besombes i el Mas Jolí, els Puigs Negres i les Planes Altes. El sector de les Planes té les partides del Mas Castelló, amb el mas d'aquest nom, el Ròbol, la Jolieta, amb el Mas Besombes, el Serrat de la Jolieta, el Mas Amorós, amb aquest mas, les Planes, el Mas Samsó, també amb el nas d'aquest nom, lo Farigolar, el Camí de Vingrau, el Còrrec d'en Tanyot, Dellà l'Aigua. És curiós d'observar que en aquests mapes cadastrals, el riu apareix escrit La Gly.
A la secció de les Caves es troben les partides dels Planals de l'Home Mort, lo Carrer Blanc, la Coma d'en Costa, amb el Mas Roland, lo Puig de St. Eleille (Centella), les Parets d'en Marens, amb el Mas Bonhome, la Jaça de les Vaques, Terra Negra Baixa, les Caves, amb el Mas Perers, el Mas Sapte i el Cortal Porta, les Parets d'en Felip, amb el Mas de les Parets, el Serrat de la Devesa, los Camarius, amb el Cortal Petit, l'Estany Gomat, amb el Mas Farines, les Terres Negres Altes, les Balmetes Altes, les Balmetes Baixes, amb el Cortal Perpinyà i el Mas Ferrer, i els Mirs, amb el mas d'aquest nom. Finalment, la secció del Poble conté les partides de l'Enclòs, Darrer lo Vall, lo Camp d'en Roca, les Sedes, lo Camí de Perpinyà, Maison Sagné, amb Casa Sanyer, lo Camí d'Estagell, lo Gravissar, les Duves, lo Camí de Baixàs, Mas Possell, lo Piló, lo Clot d'en Canter, les Sedes, el Còrrec d'en Nogueres i Dellà el Rec.

#### El poble d'Espirà de l'Aglí

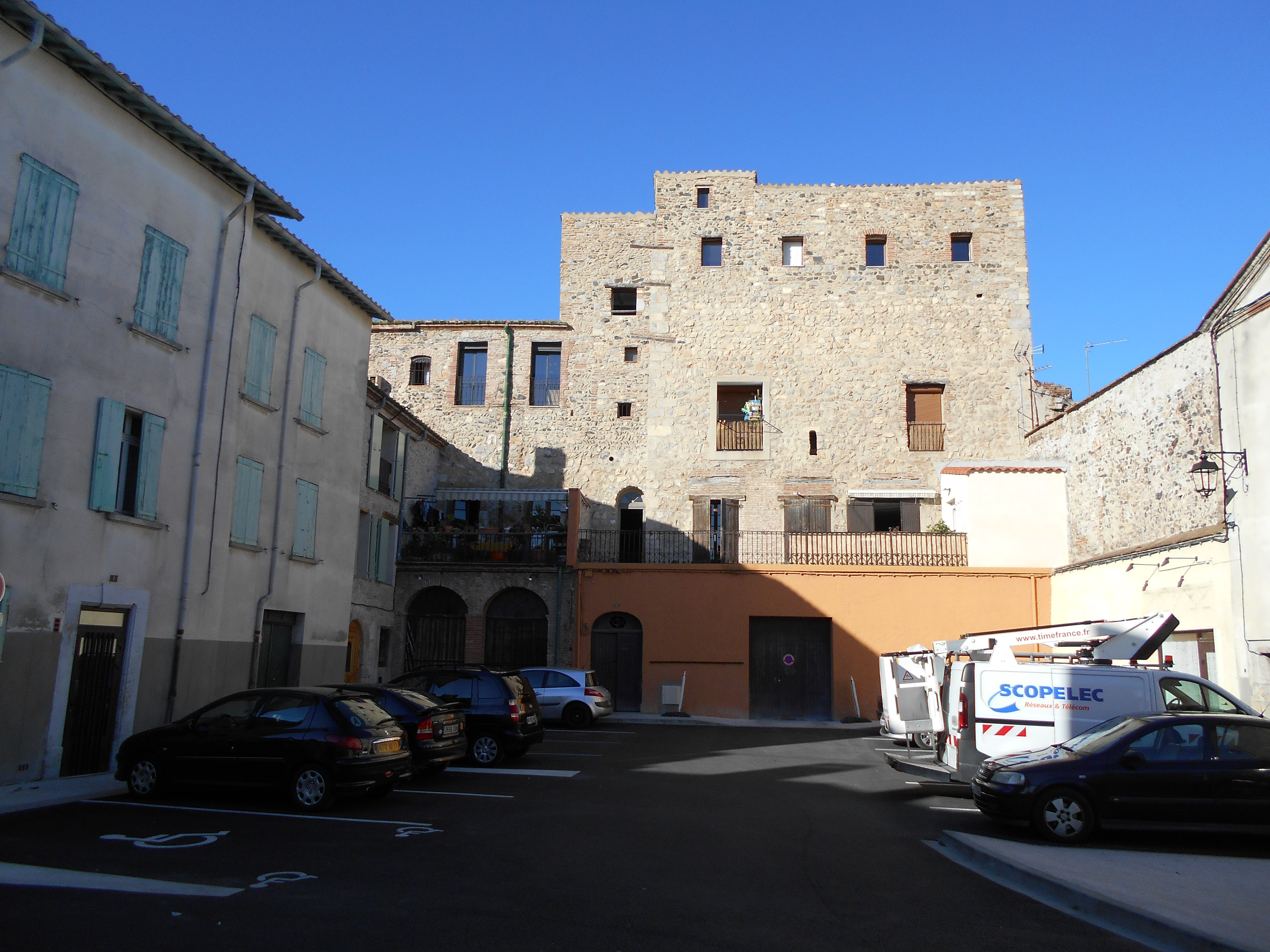
L'antic priorat

El poble d'Espirà de l'Aglí devia ser molt petit i dispers abans del 1381; aleshores l'abat de la Real, monestir al qual s'havien unit els canonges d'Espirà, concedí carta de població en les que eren terres del monestir, i es formà la població antiga. El nucli primigeni no fou, en aquest cas, una cellera, sinó les cases del priorat, després abadia. El poble nou, ja baixmedieval, començà a desenvolupar-se a partir dels eixos formats pels camins que surten del poble, sempre deixant l'església de Santa Maria en el seu extrem nord-oest. Així es formaren els barris del Camí d'Estagell, del Carrer Llarg, de la Paassejada, del Portalet i dels Quatre Cantons.
En els entorns immediats del poble, actualment en part absorbits ja per la creixença del nucli urbà, hi ha la Cava Cooperativa, el Cementiri Vell, el Cementiri Nou, el Crist, o Creu dels Improperis, l'Estadi Portes de l'Aglí, i la Gara. L'antic priorat de canonges augustinians, convertit en convent cistercenc i després en col·legi dels maristes, conté l'església de la Mare de Déu dels Àngels. El col·legi porta actualment aquest mateix nom, i el conjunt és conegut com el Convent. A prop hi havia el desaparegut Cementiri de les Monges.
Modernament, Espirà de l'Aglí ha crescut en totes direccions, llevat del nord i l'est, per on discorre l'Aglí, i ocupa bona part de la plana de la dreta del riu.

#### Els masos del terme
El terme d'Espirà de l'Aglí serva un bon nombre dels seus masos o construccions aïllades de caràcter agrícola, com el Casot de la Cremany, abans Cortal Porta, el Casot d'en Remaurí, abans Mas Perers, la Cava Violet, o Byrrh, el Cortal de la Coma del Foger, Mas Castelló, o Mas Castany, Mas Conte, Mas Cremat, abans Mas Ferrer, Mas de la Bosca, o Jaupart, Mas de les Caves, Mas de les Parets, Mas dels Mirs, Mas d'en Magí, Mas, abans Cortal, d'en Perpinyà, o Mas Denís, Mas Ferriol, abans Carbonell, Mas, o Casot, d'en Guimbau, Mas Guillem, Mas Joud, o del Quiló, abans Mas Farines, Mas Malicroix, Mas Martí, o Pagès, Mas Meric (l'edifici del mas és en terme de Cases de Pena), Mas Montpins, abans Mas Mon Pain, i abans Mas Gafard, Mas Motó, o Moltó, abans Mas Besombes, Mas Roland, o Poncet, abans d'en Costa, Mas Romaní, o Barrera, abans Besombes, o del Ruc, Mas Samsó, el Molí, ara convertit en le Moulin, casa de jubilats, abans Casa Sanyer, el Pas del Condor i la fàbrica de la Provençala. En ruïnes són el Colomet, o Casot del Colomet, el Cortal -abans Mas- Planxa, el Forn de Calç, la Maixina, Mas Costa, abans Mas Jepota, Mas de l'Amorós, Mas del Crest, abans Mas Cabaner, Mas d'en Pere Bonhome, Mas Llucià, abans d'en Sagarriga, Mas -abans Cortal- Petit i el Mas Talairac. Noms antics, ja en desús, són el Cortal Porta, el Mas de la Dona Morta, ja desaparegut i el Mas Jolí. Hi havia hagut el Dolmen del Camp de l'Arquet, ara desaparegut. A prop de l'extrem de ponent del terme hi ha l'antiga Estació de Cases de Pena, popularment anomenada Gara de Cases de Pena. També a ponent, a l'esquerra del riu, hi ha les restes del Pont de l'Aglí, popularment anomenat Pont Romà, en realitat romànic.

#### Altres indrets
Els indrets específics i partides cadastrals del terme d'Espirà de l'Aglí són l'Agramassar, l'Ametller Vell, la Ballastière, les Balmetes Altes, les Balmetes Baixes, els Bots, el Camí del Mas Amorós, el Camí del Mas Castany, el Camí de Perpinyà, el Camí de Vingrau, el Camí Vell de Vingrau, el Camp de Maniobres militars, el Camp d'en Roca, el Camp Gran, el Carrer Blanc, les Caves, el Clot d'en Canter, els Conills, o els Esconills, el Còrrec d'en Nogueres, el Còrrec d'en Tanyot, les Caves, el Crest de l'Aiguera, Dellà l'Aigua, Dellà el Rec, l'Enclòs, els Escocells Alts, els Escocells Baixos, l'Estany Gomat, el Farigolar, el Ferriol, el Fumaràs, o les Poubelles, un abocador rehabilitat, el Garrigar, la Gravière, l'Hort d'Avall, l'Hort del Convent, la Jaça de les Vaques, el Jaçal del Boix, la Jolieta, la Jolieta Alta, la Martina, Mas Cabaner, el Mas de l'Amorós, el Mas d'en Magí, el Mas Llucià, o de Miribel, el Mas Samsó, les Mirandes Altes, les Mirandes Baixes, els Mirs, el Molí, el Molinàs, Montcocell, Monplaisir, abans Mas Romaní, Montpins, abans Mas Gafard, o Mas Mon Pain, la Mort d'en Barrera, l'Oliu dels Mirs, l'Oliveda d'en Pena, l'Oliveda Dessús del Mas (els dos darrers, noms antics), les Parets d'en Felip, les Parets d'en Marens, la Pedra Dreta, les Pedreres d'Omyà, Pere Lleuger, el Picarillo, Pic Carbonell, el Prat, Puigs Negres, Puig de Centella, la Pujada de Baixàs, la Ramoneda, el Relais, abans el Pinyer, la Riu, el Ròbol, la Sangnua, les Sedes, Sota Mirandes, els Tamarius, Terra Negra Baixa, Terres Negres Altes, l'Ull de la Mola i el Vinyer Baix. Els senyals termenals són la Fita de la Jolieta, la Pedra Dreta, el Piló, el Piló Cabaner, el Piló Carbonell, el Piló de Coma Pregona, el Piló de Coma del Foger, el Piló de l'Aladrer Redon, el Piló del Cornet, els Pilons de Monplaisir, el Senyal del Mont d'Espirà, el Senyal del Serrat Bedoll i el Senyal Mallet.

## Administració i política

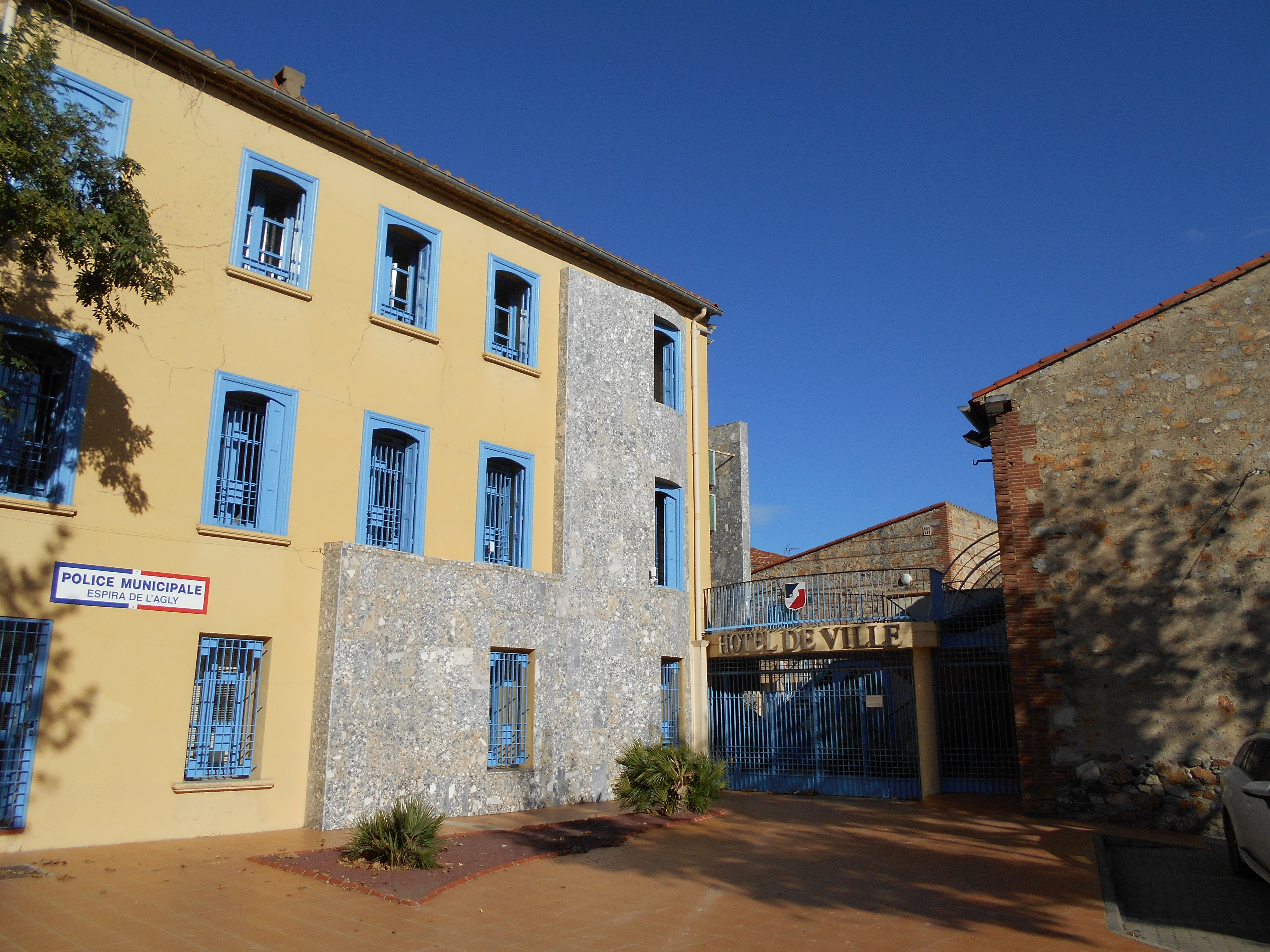
Entrada a la Casa del Comú

### Batlles[10]
| Període                       | Nom               | Opció política | Comentaris                  |
| ----------------------------- | ----------------- | -------------- | --------------------------- |
| Març del 1989 Març del 2014   | Gérard Bile       | DVD            | Diputat suplent (2002-2007) |
| Març del 2014 - Moment actual | Philippe Fourcade |                |                             |

### Legislatura 2014 - 2020

#### Batlle
- Philippe Fourcade.

#### Adjunts al batlle
- 1a: Marguerite Fontanel
- 2n: Antoine Sanchez
- 3r: Luc Hernandez
- 4a: Christiane Monier
- 5è: Pierre Cuillé.

#### Consellers municipals
- Paul Massé
- Dominique Cazeilles
- Anne-Marie Banyuls
- Délia Coculet
- Jérôme Forner
- Nathalie Fomt
- Nathalie Maton
- Frédéric Avila
- Ludiwine Coste
- Carole Gironella
- Anthony Perales
- Norbert Marco
- Monique Dauré
- Robert Olives
- Philippe Denat
- Pascal Crouchandeu
- Frédéric Jonca.

## Transports i comunicacions

### Carreteres
Travessa el terme comunal d'Espirà de l'Aglí sis carreteres departamentals: la D - 5d (D - 3018, a Espirà de l'Aglí - Ribesaltes), que uneix Espirà de l'Aglí amb Ribesaltes en quasi 3 quilòmetres i mig.
La D - 12 (D - 9, a Vingrau - Ribesaltes), que uneix aquestes poblacions amb Espirà de l'Aglí, fent un tram del seu recorregut pel terme de Salses, tot i que no enllaça amb aquesta darrera població. D'Espirà de l'Aglí a Vingrau hi ha 16,5 quilòmetres, mentre que fins a Ribesaltes, 3,4.
La D - 18 (D - 12, a Espirà de l'Aglí - Baixàs), que enllaça aquestes dues poblacions en 4,3 quilòmetres.
La D - 117 (Perpinyà - Límit dels Països Catalans, a Estagell), que procedeix de Perpinyà (a 11,9 quilòmetres), passant per Ribesaltes (a 2,3). Passat Espirà de l'Aglí, cap a ponent mena a Cases de Pena (a 4,7) i a Estagell (13,6 quilòmetres), abans de sortir dels Països Catalans cap a Maurí, a la Fenolleda.
La D - 3018 (D - 18, a Espirà de l'Aglí - D - 117 / D - 18, a Espirà de l'Aglí, que enllaça aquestes dues carreteres passant pel mig del nucli de població d'Espirà de l'Aglí. Recorre 1,3 quilòmetres.
Finalment, la carretera local sense numeració que va de la D - 18, a Baixàs, a la D - 117, a Cases de Pena, que ressegueix bona part del límit comunal entre Espirà de l'Aglí i Cases de Pena.

### Transport públic col·lectiu
Espirà de l'Aglí està inclòs en la línia 12 de la Compagnie de Transports Perpignan Méditerranée, Perpinyà - Vingrau, que uneix aquestes dues poblacions passant pel Vernet, Ribesaltes, Espirà de l'Aglí, Cases de Pena, Estagell, Talteüll i Vingrau. Ofereix nou serveis diaris en direcció a Perpinyà i deu cap a Vingrau, de dilluns a dissabte. El diumenge i els dies de festa, té dos serveis en cada direcció.

### Ferrocarril

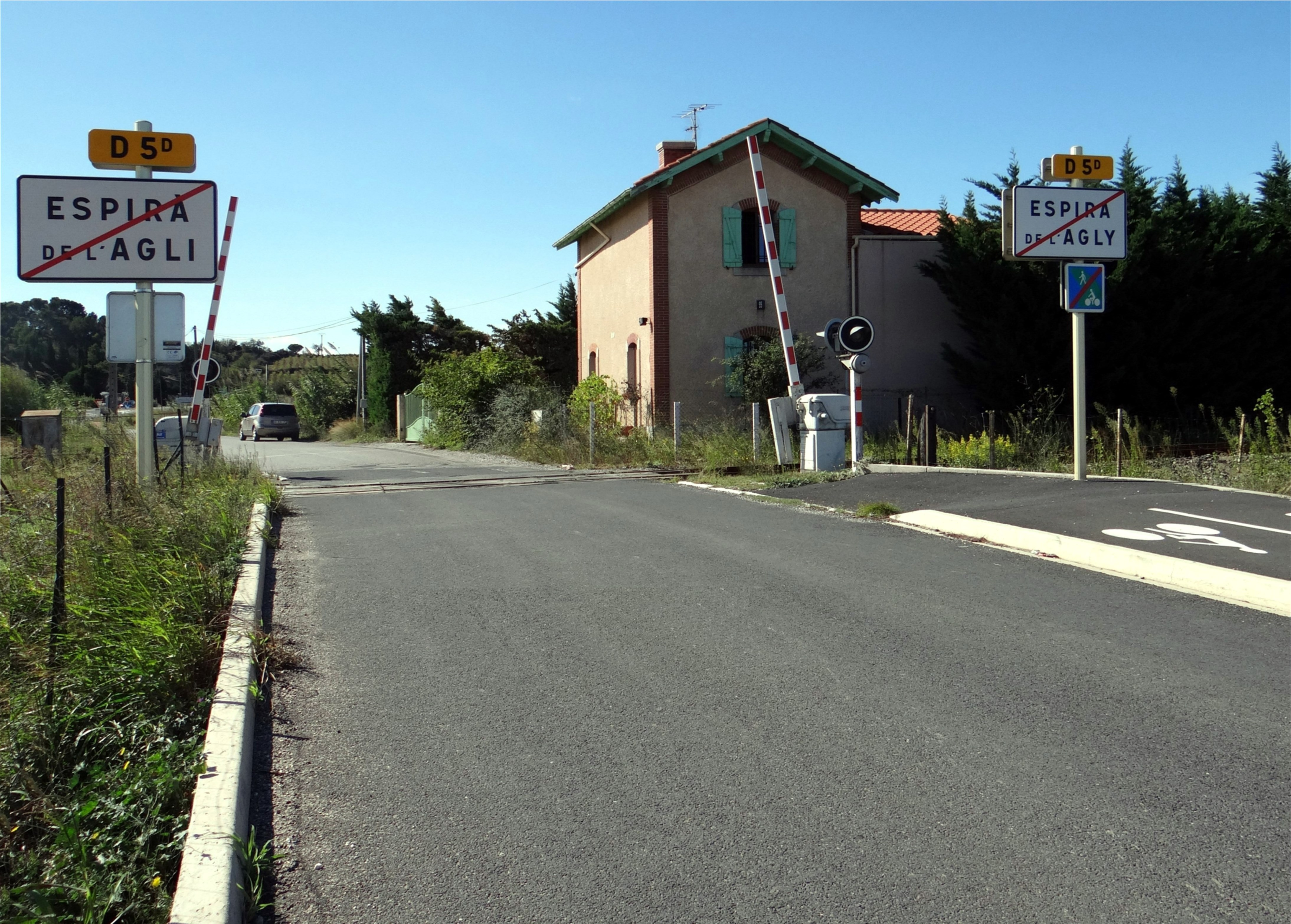
L'estació d'Espirà de l'Aglí.

Espirà de l'Aglí té estació en la línia de ferrocarril anomenada del Tren del País Càtar i de la Fenolleda; les característiques d'aquesta línia de tren turístic fa que les parades esdevinguin discrecionals, segons el disseny de cadascun dels trens que hi passen. L'edifici de l'estació és utilitzat com a habitatge particular, i les vies mortes de l'antiga estació, també emprades eventualment per a dipòsit de vagons, sobretot de càrrega.

### Camins
Com a tots els territoris comunals, hi ha dues menes de camins: els interns del mateix terme, i els que l'enllacen amb els pobles i terme veïns. Entre els primers, a Espirà de l'Aglí es troben en Camí de la Ballastière, o del Mas de la Bosca, el de la Coma d'en Marens, el de la Coma d'en Roger, en part desaparegut a causa de travessar el camp de maniobres militar, el de la Dona Morta, el de la Gara (nom ja en desús), el de la Jolieta, el de la Jolieta al Mas Castelló, el de l'Ase, el del Boix, el de les Parets, el de les Planes, el de l'Estany Gomat, el del Ferriol, el del Garrigar, el del Mas Amorós, el del Mas Conte, o de les Mirandes, el del Mas Cremat, el Camí Vell del Mas Cremat, el de la Bosca, o del Mas de la Bosca, el del Mas Joud, el del Mas Magí, el del Mas Meric, el del Mas Motó, abans del Mas Besombes, el del Mas Pagès, el del Mas Romaní, o del Mas Barrera, antigament de Prat Lleuger, el del Mas Roland, el del Mas Talairac, el del Pas de Salses, el dels Escocells, el d'en Pere Lleuger, la Pista de la Serra d'Espirà, la Ruta Blanca, o Camí de les Planes, la Ruta de Montpins i la Ruta Nova dels Camions d'Omyà.
D'altra banda, els camins que van més enllà del termenal comunal són el Camí de Baixàs, el Camí de Ferro (la via del ferrocarril), el de Perpinyà, el de Ribesaltes, el de Salses, el d'Estagell a Perpinyà, el de Talteüll, el de Vingrau, el d'Òpol, el Camí Vell de Vingrau, el Camí Vell d'Òpol a Ribesaltes, o del Mas Castany a Ribesaltes, la Ruta, abans Camí, d'Estagell, la Ruta de Perpinyà, la Ruta de Vingrau i la Ruta de Ribesaltes a Vingrau.

## Ensenyament i Cultura

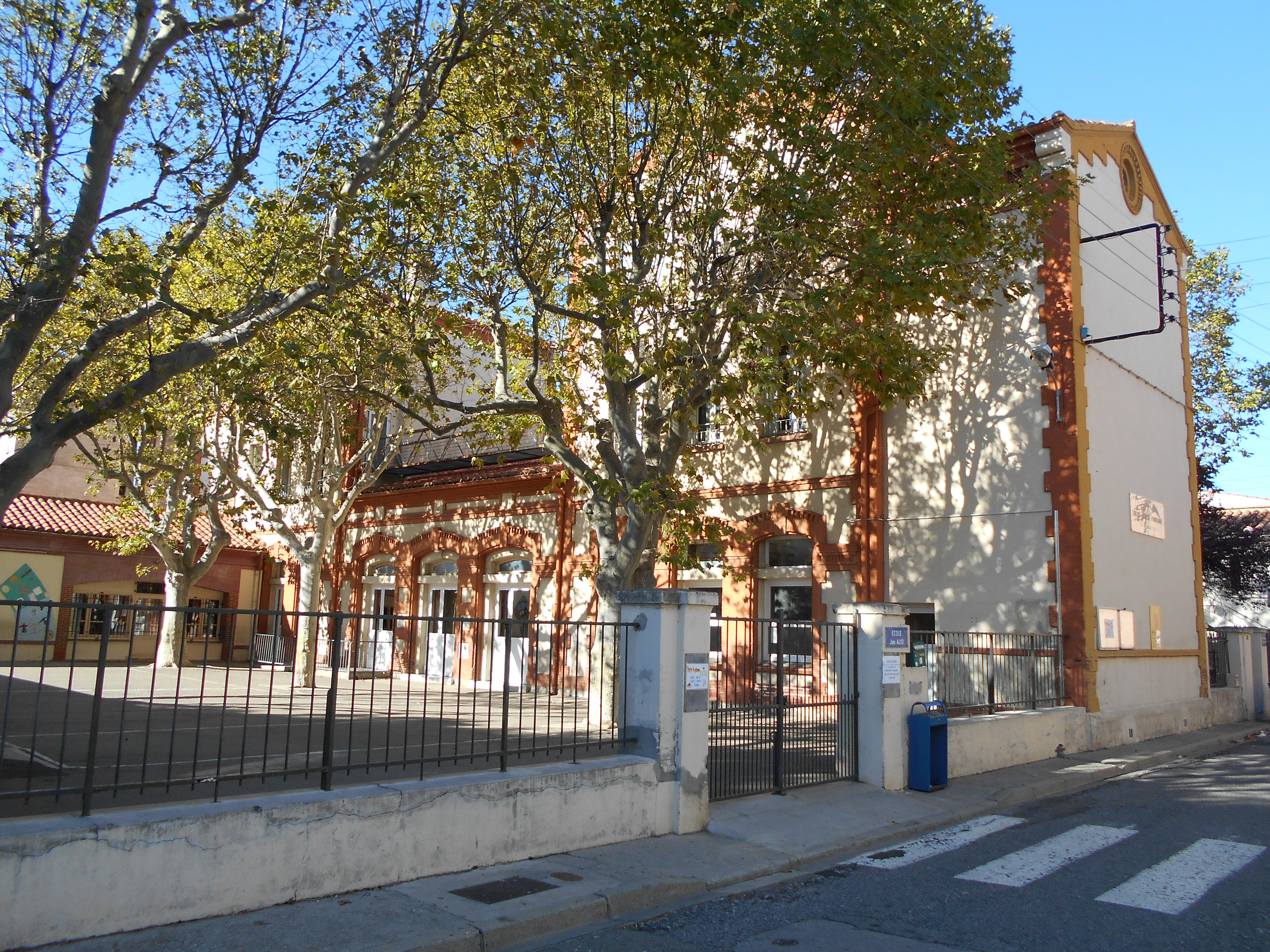
Les escoles velles

A Espirà de l'Aglí hi ha quatre establiments escolars. Un de maternal, públic, denominat Les Lauriers Roses, dos d'estudis primaris: el públic Jean Alio i el privat religiós du Sacré Cœur, que també té maternal, i un col·legi de secundària, el privat religiós Nôtre Dame des Anges. El batxillerat, cal cursar-lo als liceus de Perpinyà o Ribesaltes.

## Personatges il·lustres
- René Durand (1948), guionista de còmics
- Joan Cayrol i Obiols (1921 - 1981), poeta i lletrista de cantants com en Jordi Barre, que participà en el moviment catalanista nord-català.